# Zicrona caerulea
Zicrona caerulea (Linnaeus 1758) је врста стенице која припада фамилији Pentatomidae.

## Распрострањење и станиште
Z. caerulea је присутна на подручју Евроазије и Северне Америке. Јавља се на ниској вегетацији у различитим стаништима (укључујући рубове шума и влажна станишта).

## Опис
Дужина тела је око 5–7 mm. Тело је униформно металик плаве или зелене боје. Код младих јединки абдомен је црвене боје са црним шарама.
- младе јединке (нимфе)

## Биологија
Јавља се једна генерација годишње, која презимљава у стадијуму одрасле јединке. Одрасле јединке нове генерације јављају се од јула па на даље, у Србији се јављају практично током целе године али у малој бројности. Z. caerulea је углавном предаторска стеница, храни се на ларвама различитих врста тврдокрилаца и гусеница лептира, али се такође храни и на биљкама.

## Синоними
- Cimex caerulea Linnaeus, 1758
- Zicrona caeruleus Linnaeus, 1758
- Cimex chalybeus Gmelin, 1790
- Pentatoma concinna Westwood, 1837
- Zicrona cuprea Dallas, 1851
- Zicrona illustris Amyot & Serville, 1843
- Pentatoma violacea Westwood, 1837